# Pontcirq
Pontcirq é uma comuna francesa na região administrativa de Occitânia, no departamento de Lot. Estende-se por uma área de 8,94 km². Em 2010 a comuna tinha 168 habitantes (densidade: 18,8 hab./km²).